# Ange-Marie Hiral
Ange-Marie Hiral, all'anagrafe Joseph Paul Hiral (Mesa, 29 giugno 1871 – Québec, 18 gennaio 1952), è stato un vescovo cattolico francese.

## Biografia
Vescovo titolare  di Sululi e vescovo di Porto Said, Ange-Marie Hiral ha lavorato principalmente in Francia, in Egitto e nel Québec.
Nel 1934 fece costruire la Cattedrale di Maria Regina del Mondo di Porto Said.

## Genealogia episcopale
La genealogia episcopale è:
- Cardinale Scipione Rebiba
- Cardinale Giulio Antonio Santori
- Cardinale Girolamo Bernerio, O.P.
- Arcivescovo Galeazzo Sanvitale
- Cardinale Ludovico Ludovisi
- Cardinale Luigi Caetani
- Cardinale Ulderico Carpegna
- Cardinale Paluzzo Paluzzi Altieri degli Albertoni
- Papa Benedetto XIII
- Papa Benedetto XIV
- Papa Clemente XIII
- Cardinale Marcantonio Colonna
- Cardinale Giacinto Sigismondo Gerdil, B.
- Cardinale Giulio Maria della Somaglia
- Cardinale Carlo Odescalchi, S.I.
- Vescovo Eugène de Mazenod, O.M.I.
- Cardinale Joseph Hippolyte Guibert, O.M.I.
- Cardinale François-Marie-Benjamin Richard de la Vergne
- Vescovo Marie-Prosper-Adolphe de Bonfils
- Cardinale Louis-Ernest Dubois
- Cardinale Alfred-Henri-Marie Baudrillart, C.O.
- Vescovo Ange-Marie Hiral, O.F.M.